# Farnair Switzerland
Farnair Switzerland, действующая как Farnair Europe, — швейцарская грузовая авиакомпания, работающая в сфере регулярных почтовых перевозок из аэропортов Швейцарии, Германии и Италии.
Портом приписки авиакомпании и её главной базой (хабом) является аэропорт Базель-Мюлуз-Фрейбург, в качестве дополнительного хаба используется аэропорт Кёльн/Бонн. Штаб-квартира перевозчика располагается на швейцарской стороне аэропорта приписки.

## История
Авиакомпания Farnair Switzerland была образована в 1984 году. Компания находится в частной собственности, владеет венгерским авиаперевозчиком Farnair Hungary.

## Флот
По состоянию на май месяц 2011 года воздушный флот авиакомпании Farnair Switzerland составляли следующие самолёты:
- ATR 72-200F — 6 ед.
- ATR 42-200F — 6 ед.
- ATR 42-320F — 2 ед.
- ATR 42-320 (пассажирский) — 1 ед.